# ایرا هاروتیونیان
ایرا (ایرینا) ادواردی هاروتیونیان (ارمنی: Իրա (Իրինա) Էդուարդի Հարությունյան؛ انگلیسی: Ira Harutyunyan؛ ۱ ژانویهٔ ۱۹۷۶) یک بازیگر اهل ارمنستان است. 

## زندگی‌نامه
وی در ۱ ژانویه ۱۹۷۶ در ایروان به دنیا آمد و از دانشگاه دولتی تامبوف فارغ‌التحصیل شد. وی در تئاتر روسی استانیسلاوسکی ایروان (۱۹۹۸–۲۰۱۳) فعالیت می‌کرد. وی همچنین برندهٔ جوایزی همچون هنرمند مردمی جمهوری ارمنستان (۲۰۰۸) و جوایز آرتاوازد (۲۰۰۰) شده است.

## گزیده فیلمشناسی
از فیلم‌ها یا برنامه‌های تلویزیونی که وی در آن نقش داشته است می‌توان به فصل سوم حیاط ما (۲۰۰۶) اشاره کرد.